# 오시카정
오시카정(牡鹿町)은 미야기현 동부, 오시카반도의 끝에 위치했던 정이다. 2005년 4월 1일에 이시노마키 지역 1시 6정으로 합병하여 이시노마키시가 되었다.

## 지리
미야기현 동부, 오카 반도에 위치한 정이다. 오시카 반도의 돌 끝에 있으며, 정내 대부분이 산지이다. 평지는 적고 리아스식 해안지대를 이루고 있다

## 역사
- 1955년 3월 26일 - 아유카와정, 오하라촌과 합병해 오시카정이 성립하였다.
- 1960년 5월 24일 - 칠레 지진의 해일에 의해 사망자 1명 등의 피해가 발생하였다.
- 1971년  오시카 코발트라인이 개통하였다.
- 2005년 4월 1일 - 이시노마키시, 모노정, 가난정, 가호쿠정, 기타카미정, 오가쓰정과 합병해 새로운 이시노마키시가 되었다.

## 행정
마지막 정장 : 키무라 토미시오 (木村冨士男)

## 경제
어업이 중심이며 굴, 가리비, 멍게 등의 산지로 알려져 있다.에도 시대 이전에는 이루어지지 않았으나 메이지 시대에 이르러 한동안 공업 자원 등으로 번창하였다.

## 지역
2004년 8월의 세대수는 1,914세대였다.

## 교통

### 철도
정내에 철도 노선은 없지만, 차를 사용했을 경우, 가장 가까운 역은 오나가와 역 혹은 인접한 이시노마키 시에 있는 와타나베 역 등을 들 수 있다.

### 도로
- 미야기 현도 2호 이시노마키아유카와 선
- 미야기 현도 41호 오나가와 오시카 선
- 미야기 현도 220호 오시카 반도 공원선